# Formula Winter Series
La Formula Winter Series est un championnat de sport automobile dédié aux monoplaces respectant la réglementation FIA de la Formule 4. Basée en Espagne, la compétition est organisée par Gedlich Racing avec l'approbation de la RFEDA (Fédération Royale Espagnole de l'Automobile),. Le championnat fut inauguré en 2023, avec le titre pilote décroché par Kacper Sztuka et le titre constructeur par US Racing.
Les week-ends de course incluent les séries de soutien GT Winter Series (depuis 2019) et GT4 Winter Series (depuis 2023), également organisées par Gedlich Racing sous licence de la SRO.

## Règlements

### Déroulement du week-end de course
Avant chaque week-end de course, une séance d'essais libres est organisée la veille du début officiel de l'événement. Le nombre et la durée des séances d'essais libres officiels varient. Pour être autorisé à participer à la course, un pilote doit avoir pris part à au moins une de ces sessions. Les qualifications se déroulent en deux sessions de 20 minutes chacune. Si le meilleur temps de qualification d’un pilote dépasse de plus de 107 % le temps de la pole position, il n’est pas autorisé à participer à la course (règle des 107 %).

### Système de points
Le système de points suit celui actuellement utilisé en Formule 1. Ainsi, le vainqueur d'une course reçoit 25 points, le deuxième 18 points, le troisième 15 points, et ainsi de suite jusqu'au dixième, qui reçoit le dernier point. Deux points supplémentaires sont attribués pour la pole position lors de chaque qualification, et un point supplémentaire est attribué pour le meilleur tour en course. Dans le classement par équipes, seuls les résultats des deux meilleurs pilotes par course sont pris en compte. La classification des débutants (Rookie) inclut les pilotes ayant participé à moins de neuf courses en monoplace au début de l'année civile de la saison en cours. Enfin, si deux ou plus de pilotes féminines participent, un classement féminin est ajouté.
| Système de points | Système de points | Système de points | Système de points | Système de points | Système de points | Système de points | Système de points | Système de points | Système de points | Système de points | Système de points | Système de points |
| ----------------- | ----------------- | ----------------- | ----------------- | ----------------- | ----------------- | ----------------- | ----------------- | ----------------- | ----------------- | ----------------- | ----------------- | ----------------- |
| Position          | 1er               | 2e                | 3e                | 4e                | 5e                | 6e                | 7e                | 8e                | 9e                | 10e               | PP                | MT                |
| Points            | 25                | 18                | 15                | 12                | 10                | 8                 | 6                 | 4                 | 2                 | 1                 | 2                 | 1                 |

## Voitures
Les voitures utilisées dans cette série sont des Tatuus F4-T421 équipées d'un moteur Abarth.

## Champions

### Pilotes
| Saison | Pilote          | Ecurie        | Courses  | Poles | Victoires | Podiums | Meilleur Tours | Points | Ecart |
| ------ | --------------- | ------------- | -------- | ----- | --------- | ------- | -------------- | ------ | ----- |
| 2023   | Kacper Sztuka   | US Racing     | 6 of 6   | 4     | 5         | 6       | 4              | 151    | 35    |
| 2024   | Griffin Peebles | MP Motorsport | 11 of 12 | 3     | 4         | 7       | 5              | 171    | 19    |

### Ecuries
| Saison | Ecurie        | Poles | Victoires | Podiums | Meilleurs Tours |
| ------ | ------------- | ----- | --------- | ------- | --------------- |
| 2023   | US Racing     | 6     | 7         | 22      | 8               |
| 2024   | MP Motorsport | 6     | 5         | 12      | 6               |

### Débutant
| Saison | Pilotes          | Ecurie        |
| ------ | ---------------- | ------------- |
| 2023   | Gianmarco Pradel | US Racing     |
| 2024   | Maciej Gładysz   | MP Motorsport |

## Circuits
- Les circuits en Gras indiquent une utilisation dans la saison 2025.

| Numéro | Circuit                        | Manches | Saison       |
| ------ | ------------------------------ | ------- | ------------ |
| 1      | Circuito de Jerez              | 2       | 2023–2024    |
| 1      | Circuit Ricardo Tormo          | 2       | 2023–present |
| 1      | Circuit de Barcelona-Catalunya | 2       | 2023–present |
| 4      | Circuito de Navarra            | 1       | 2023         |
| 4      | MotorLand Aragón               | 1       | 2024         |
| 6      | Algarve International Circuit  | 0       | 2025         |